# Mycolevis
Mycolevis is een monotypisch geslacht van schimmels behorend tot de familie Albatrellaceae. Het bevat alleen Mycolevis sicciglebus. Deze soort en het geslacht zijn beschreven door de Amerikaanse mycoloog Alexander H. Smith en in 1965 voor het eerst geldig gepubliceerd.